# Richard Brinkley
Pour les articles homonymes, voir Richard Brinkley (XVIe siècle) et Brinkley.
Richard Brinkley (1330-1379), est un franciscain anglais du Moyen Âge, philosophe scolastique et théologien à l'Université d'Oxford.

## Biographie
Probablement à la demande de ses supérieurs, il entreprit une attaque contre le nominalisme et le conceptualisme, résumée dans son œuvre la plus connue, Summa Nova de Logica.
D'autres travaux incluent un commentaire sur Libri quatuor sententiarum, le Livre des Sentences de Pierre Lombard, qui ne survit que par bribes et en version abrégée d'un élève. Brinkley avait une influence significative sur plusieurs générations de théologiens et logiciens dans les universités d'Oxford et de Paris.
Une polémique soulevée à la fin du XIVe siècle, aussi bien dans le milieu universitaire d'Oxford que dans celui de Paris, autour de la preuve de l'existence de Dieu et de la contradiction du complexe Deum non esse, Dieu n'est pas, qui prend son origine dans le premier chap. du De causa Dei de Thomas Bradwardine et qui révèlera le développement de la question chez Étienne de Chaumont, Nicolas Aston, Richard Brinkley, Jean de Ripa, etc.
Brinkley fut actif à l'Université d'Oxford entre 1355 et 1373.

## Œuvres
- Summa logicæ (traités édités:)
  - De universalibus (Summa logicae II)
  - De propositone in genere  (Summa logicae V.1)
  - De significato propositionis (Summa logicae V.2)
  - De Insolubilis (Summa logicae VI)
  - De Obligationibus (Summa logicae VII)
- Commentum  super Sententias
- Quaestiones Magnæ

## Publications
- Obligationes : Richard Brinkley's Obligationes. A Late Fourteenth Century Treatise on the Logic of Disputation, Münster, Aschendorff, Paul Vincent Spade, Gordon Anthony Wilson, 1995.
- Summa logicæ : Richard Brinkley's Theory of Sentatial Reference. De Significato propositionis from part V of his Suma nova de logica, Michael J. Fitzgerald[note 1], 1987, « Extraits de la Summa logicæ », p. 34-116.
- Richard Brinkley and his Summa logicæ, G. Gàl et R. Woods, coll. « Franciscan Studies, XL », 1980, « Extraits de la Summa logicæ », p. 79-101.
- Opposing and Responding : A new look at positio, Paul Vincent Spade, coll. « Mediœvo, XIX », 1993, « Extraits de la Summa logicæ », p. 259-263.
- L'œuvre théologique de Richard Brinkley, Z. Kaluza, 1989, « Fragments du Commentaire sur les Sentences », p. 213-222.